# Отель «Птичья клетка»
Отель «Птичья клетка» (паран тэмун кор. 파란대문, букв. синяя дверь) — третий художественный фильм южно-корейского режиссёра Ким Ки Дука.

## Сюжет
После того, как в Сеуле был разрушен квартал красных фонарей, его обитателям пришлось искать новое пристанище. Джина предпочитает покинуть Сеул и устремляется на восток в город Пхохан. Там она поселяется в пансионе, который содержит семья. Помимо родителей, в этом доме живёт их дочь, студентка университета и сын-старшеклассник. Поначалу всё идёт хорошо, но Джина продолжает заниматься проституцией, что приводит её к конфликту с дочерью хозяйки пансиона. Обстановка ухудшается, когда Джина знакомится с молодым человеком.

## В ролях
- Ли Джиын
- Ли Хэын
- Ан Джэмо
- Чон Хёнги
- Сон Минсок